# 이시이 료 (2000년)
이시이 료(일본어: 石井 僚, 2000년 7월 11일~)는 일본의 축구 선수이다.

## 구단 경력
그는 2019년 J1리그의 우라와 레즈에 입단했다. 2021년 J2리그의 레노파 야마구치 FC로 이적했다. 2021년 7월 J3리그의 YSCC 요코하마로 이적했다. 2022년까지 17경기에 출전. 2023년 J2리그의 더스파구사쓰 군마(더스파 군마)로 이적했다. 2025년 3월 J1리그의 요코하마 FC로 이적했다.